# ロバート・バーティー (初代アンカスター＝ケスティーヴァン公爵)
初代アンカスター＝ケスティーヴァン公爵ロバート・バーティー（英語: Robert Bertie, 1st Duke of Ancaster and Kesteven PC、1660年10月20日 – 1723年7月26日）は、イギリスの貴族、政治家。1666年から1701年までウィラビー・デ・エアズビー男爵の称号を、1701年から1706年までリンジー伯爵の称号を、1706年から1715年までリンジー侯爵の称号を使用した。

## 生涯
第3代リンジー伯爵ロバート・バーティーと2人目の妻エリザベス・ウォートン（Elizabeth Wharton、1719年7月1日没、第4代ウォートン男爵フィリップ・ウォートンの娘）の息子として、1660年10月20日に生まれた。
1679年11月に父の手配でヨーク公爵ジェームズと面会、ヨーク公爵が1685年にジェームズ2世および7世として国王に即位すると、ロバート・バーティーも1685年2月にアングルシー副統監に任命され、直後の1685年イングランド総選挙でボストン選挙区から出馬して当選を果たした。しかしバーティーは議会で野党としてふるまい、1688年の名誉革命ではダンビー伯爵の蜂起に参加した。翌年のイングランド総選挙で再選を果たし、ウィリアム3世の戴冠式に参加したほか、ランカスター公領大臣に任命された。1690年イングランド総選挙ではボストン選挙区とプレストン選挙区の両方で当選を果たしたが、直後の1690年4月19日、繰上勅書により父からウィラビー・デ・エアズビー男爵位を継承、27日に貴族院に登院した。
貴族院では最初はコート派だったものの、1696年に準男爵ジョン・フェンウィックの私権剥奪をめぐり野党に転じ、翌年にはランカスター公領大臣から罷免された。
1700年にリンカンシャー統監に任命された後、1701年5月8日に父が死去すると、リンジー伯爵の爵位とイングランド式部卿の世襲官職を継承、さらに6月19日にイングランド枢密院の枢密顧問官に任命された。1702年にアン女王が即位した時点ではトーリー党かつカントリ派の一員だったが（1702年3月18日には枢密顧問官に再任された）、1705年イングランド総選挙でホイッグ党に転じ、1706年12月21日にリンジー侯爵に叙された。1710年にトーリー党政権になった後でもトーリー党に戻らず、ジョージ1世が即位すると枢密顧問官に再任（1714年10月1日）、さらに1715年7月26日にアンカスター＝ケスティーヴァン公爵に叙された。

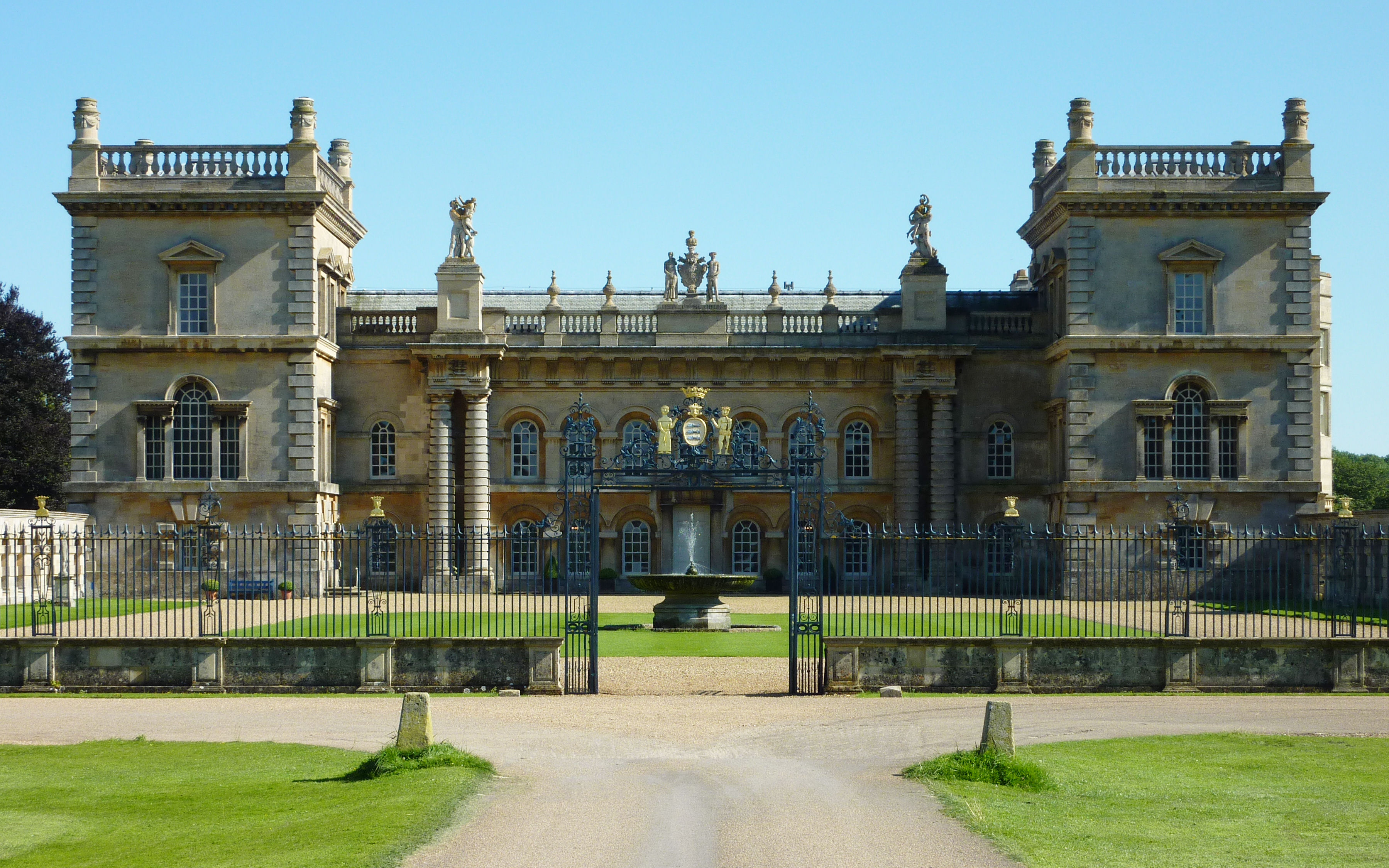
グリムスソープ城

1723年7月26日にグリムスソープで死去、8月16日にエデナムで埋葬された。息子ペレグリンが爵位を継承した。

## 家族
1678年7月30日、ウェストミンスター寺院でメアリー・ウィン（Mary Wynn、1689年9月20日没、準男爵サー・リチャード・ウィンの娘）と結婚した。ロバート・バーティーはこの結婚によりウェールズで年収6,000ポンド以上の領地を獲得した。ロバートとメアリーは2男3女を儲けた。
- ロバート（1683年2月6日 – 1704年5月4日）
- ペレグリン（1686年 – 1742年） - 第2代アンカスター＝ケスティーヴァン公爵、子供あり
- エリザベス - 生涯未婚
- エレノア - 生涯未婚
- メアリー - 生涯未婚

1705年7月6日、アルビニア・ファリントン（Albinia Farrington、1745年7月29日没、ウィリアム・ファリントンの長女）と再婚、下記の子女を儲けた。
- ヴィアー（Vere、1768年没）
- モンタギュー（1753年12月12日没） - エリザベス・ピアース（Elizabeth Piers、1782年没、ウィリアム・ピアース（英語版）の娘）と結婚、子供あり
- トマス（1720年7月24日 – 1749年7月21日）
- ロバート（英語版）（1721年 – 1782年） - 陸軍軍人、庶民院議員
- ルイーサ - 1736年、トマス・ブラッドワース（Thomas Bludworth）と結婚